# Корнієнко Ніна Григорівна
Ніна Григорівна Корнієнко (нар. 11 січня 1943, Солікамськ, Пермська область, РРФСР, СРСР) — радянська і російська актриса театру і кіно. Заслужена артистка РРФСР (1982).

## Біографія
Народилася 11 січня 1943 року в Солікамську.
Закінчила Школу-студію МХАТу в 1969 році, була прийнята в трупу Театру сатири, де грає дотепер. На початку творчої кар'єри яскраво втілювала ролі героїнь класичного театру в амплуа субретки, такі її Сюзанна у «Одруженні Фігаро» і Доріна в «Тартюфі».
Однією з особливо пам'ятних глядачам театральних робіт Ніни Корнієнко стала роль Кароли Іштванфи в спектаклі «Прокинься і співай!», що включала не тільки вокально-танцювальні номери, але також акробатичні етюди та елементи гімнастики.
Згодом проявила себе як гострохарактерна, трагіко-комічна актриса.
Знімалася в кіно. Найвідомішим фільмом був «Місце зустрічі змінити не можна» режисера Станіслава Говорухіна, де у актриси була невелика, але характерна роль Шури, простої жінки, замученої важким післявоєнним життям. Найчастіше її запрошували на ролі в телеспектаклях, що нерідко збігаються з театральним репертуаром.
Майже не знімалася в останнім часом, але багато і продуктивно працює на сцені рідного театру.

## Творчість

### Ролі в театрі
- 1969 — «Божевільний день, або Одруження Фігаро» П. Бомарше — Сюзанна
- 1969 — «Донья Росіта, дівчина, або Мова квітів» Ф. Г. Лорки — мати донни Росіти
- 1970 — «Прокинься і співай!» М. Дярфаша — Карола
- 1970 — «У часу в полоні» Олександра Штейна — Ольга
- 1972 — «Ревізор» Миколи Гоголя — Февронья Петрівни Пошльопкіна
- 1976 — «Лихо з розуму» Олександра Грибоєдова — Софія Павлівна
- 1977 — «Тартюф» Мольєра, постановка Антуана Вітеза — Дорина
- 1977 — «Біг» Михайла Булгакова — Люська
- 1979 — «Ми, що нижче підписалися» Олександра Гельмана — Алла Ивановна Шиндина
- 1980 — «Тригрошова опера» Б. Брехта — Поллі Пічем, пізніше Селія Пічем
- 1989 — «Трибунал» В. Войновича — Зелена
- 1993 — «Молодість короля Людовика XIV» Александра Дюма — Анна Австрійська
- 2001 — «Андрюша»
- 2002 — «Гра» (за п'єсою Олександра Сухово-Кобиліна «Весілля Кречинського»), реж. Михайло Козаков — Атуєва
- 2005 — «Хомо Еректус» Юрія Полякова — Ірина Марківна
- 2008 — «Трактирниця» К. Ґольдоні — Ортензія
- 2011 — «Здраствуйте! Це Я! Андрюші-70!»
- 2013 — «Незабутні знайомства», за п'єсами Ніни Садур «Єхай» та Едварда Олбі «Що сталося в зоопарку», реж. Сергій Надточій — Бабка в чобітках, Дама з зонтиком
- 2018 — «Де ми?!…» Родіона Овчинникова, Реж.: Родіон Овчинников (7 лютого 2018 — прем'єра) — третя мати

### Ролі в кіно
- 1964 — Жіночий монастир
- 1970 — Міський романс — Лена, коханка Жені
- 1970 — Попереду день — Ніна
- 1972 — Дивак з п'ятого «Б» — мама Борі Збандут
- 1973 — Божевільний день, або Одруження Фігаро — Сюзанна
- 1974 — Весілля як весілля — Рита, дочка Капи
- 1974 — Прокинься і співай — Карола
- 1974 — Бенефіс Віри Васильєвої
- 1975 — Повернення — Емеренція
- 1976 — Ляпас — Соня
- 1979 — Місце зустрічі змінити не можна — Шура, сусідка Шарапова
- 1980 — Призначення — Любов Володимирівна Нікуліна
- 1982 — Ревізор — Пошлёпкіна
- 1992 — Московські красуні — мати Марії
- 2002 — Секретарки — секретарка з листом
- 2004 — Дорога Маша Березіна — прибиральниця
- 2007 — Корольов. Головний Конструктор — Лебедєва
- 2008 — Шалений янгол — Маргарита Тихонівна Токарська
- 2011 — Тиха застава — Ольга Миколаївна, вчителька
- 2011 — Господиня готелю — Ортензія
- 2011 — Бігти — Комарова Валентина Архипівна, свідок вбивства
- 2014 — Спокуса — Софія
- 2016 — Закрий очі — бабуся Ніна

### Озвучування мультфільмів
- 1984 — Нічна квітка — лисиця
- 1986 — Хто?
- 1987 — Мартинко — царівна Раїска